# Scoliopteryx flavoinspersa
Scoliopteryx flavoinspersa là một loài bướm đêm trong họ Erebidae.